# 三世寺
三世寺（さんぜじ）は、青森県弘前市の地名。郵便番号は036-8312。

## 地理
青森県道131号前坂藤崎線、青森県道37号弘前柏線が地内を通り、岩木川沿い西側に位置する。北は大川、東は南津軽郡藤崎町、南は中崎、西は前坂に接する。

### 小字
小字として色吉・月見野・鳴瀬がある。

## 沿革
- 1889年（明治22年） - 藤代村の一部。
- 1891年（明治24年） - 当時の記録では人口382、戸数94、厩65、学校1とある。
- 1955年（昭和30年） - 弘前市の大字になる。

## 世帯数と人口
2017年（平成29年）6月1日現在の世帯数と人口は以下の通りである。
| 大字               | 世帯数  | 人口  |
| ------------------ | ------- | ----- |
| 三世寺（小字全域） | 275世帯 | 693人 |

## 施設

### 商業
- 三世寺温泉

### 農協
- JAつがる弘前三世寺

### 公共
- 弘前郵便局弘前三世寺支局
- 弘前市三省地区交流センター
- 三世寺町民会館
- 三世寺町会集会所

## 小・中学校の学区
市立小・中学校に通う場合、学区は以下の通りとなる。
| 大字   | 番・番地 | 小学校             | 中学校             |
| ------ | -------- | ------------------ | ------------------ |
| 三世寺 | 全域     | 弘前市立三省小学校 | 弘前市立第二中学校 |

## 交通
- 弘南バス
  - 三世寺、三世寺温泉前（弘前 - 三世寺温泉・板柳・笹館線、他）停留所。